# Benton-Insel
Die Benton-Insel (oder auch Benton Island) ist eine eisbedeckte und 6 km lange Insel im Marshall-Archipel vor der Saunders-Küste des westantarktischen Marie-Byrd-Landes. Sie liegt 8 km nordwestlich der Nolan-Insel.
Der United States Geological Survey kartierte sie anhand eigener Vermessungen und Luftaufnahmen der United States Navy aus den Jahren von 1959 bis 1965. Das Advisory Committee on Antarctic Names benannte sie nach William T. Benton, Bootsmannsmaat auf dem Eisbrecher USS Glacier, der zwischen 1961 und 1962 vor der Saunders-Küste operierte.